# Euselasia euphyla
Euselasia euphyla är en fjärilsart som beskrevs av Hans Ferdinand Emil Julius Stichel 1927. Euselasia euphyla ingår i släktet Euselasia och familjen Riodinidae. Inga underarter finns listade i Catalogue of Life.